# Echo24
Echo24 je český zpravodajský, převážně však názorový, server, který byl spuštěn 16. března 2014. Majitelem je společnost Echo Media, kterou většinově vlastní Marek Španěl. Echo24 je dle vlastních slov pravicové a konzervativní médium.

## Vznik a vývoj
V roce 2013 koupil politik a podnikatel Andrej Babiš vydavatelství MAFRA, které v České republice vydává mimo jiné Lidové noviny a Mladou frontu DNES. Během několika měsíců od oznámení této akvizice opustila oba deníky část novinářů – z Lidových novin odešel šéfredaktor Balšínek, komentátoři Lenka Zlámalová, Daniel Kaiser, Martin Weiss, Ondřej Štindl, šéfeditorka Kamila Klausová, zástupce šéfredaktora Jan Dražan a další. Tito novináři se pak podíleli na projektu Echa24, které bylo poprvé oznámeno v prosinci 2013 a spuštěno 16. března 2014. Redaktoři si vytkli za cíl „být protiváhou oligarchizovaným českým médiím“.
Od 4. července 2014 vychází každý pátek také týdeník Echo pro tablety. Od 7. listopadu 2014 se vydává i v tištěné verzi. První náklad vyšel v 30 000 kusech.
Ve společnosti Echo Media vlastnil Dalibor Balšínek 95% podíl, zbývajících 5 % vlastnila obchodní ředitelka Petra Feřtová. Hlavním investorem projektu je Jan Klenor, bývalý ředitel Patria Finance. Od roku 2020 spoluvlastní společnost Balšínek s bývalými věřiteli Klenorem a Rudolfem Ovčařím. V listopadu 2020 společnost oznámila, že nabídne 51 % svých akcií předplatitelům a zbytek by měl ovládnout Ovčaří.. Akce nenaplnila očekávání, a proto došlo k prodeji podílů ve vydavatelství a novým většinovým vlastníkem se v dubnu 2021 stal zakladatel vývojářské společnosti Bohemia Interactive Marek Španěl.
V prosinci 2023 Echo Media opustila Lenka Zlámalová a nastoupila jako komentátorka titulů mediálního domu Czech News Center.
Do týdeníku dále přispívají mj. Petr Holub, Jiří Peňás, Ondřej Šmigol, Michael Durčák, Lucie Sulovská, Václav Cílek, Tereza Matějčková, Marian Kechlibar či Bohumil Pečinka.

## Spor s Andrejem Babišem
Dne 22. března 2014 server zveřejnil rozhovor redaktora Daniela Kaisera s Helenou Válkovou, ministryní spravedlnosti za ANO 2011. Rozhovor se týkal mimo jiné Babišova zbohatnutí, jeho údajné spolupráce se Státní bezpečností a možného ovlivňování obsahu novin ve prospěch ANO 2011. Dalším tématem rozhovoru bylo postavení Čechů za Protektorátu. Podle Babišova následného vyjádření byl rozhovor tendenční, provokativní a vedený za účelem ministryni poškodit. Echo24 označil za projekt, který byl vytvořen za účelem napadat jeho samotného a jeho hnutí, a redaktory Echo24 za „tuneláře, kteří vytunelovali Lidové noviny, udělali tam 50 milionů ztrátu a fandili ODS.“ Za celou věcí měli podle něj stát místopředseda TOP 09 a bývalý ministr financí Miroslav Kalousek a ředitel ČEZ Martin Roman. Babiš dále prohlásil: „Doufám, že váš bílý kůň, ten Klenor, má dostatečně velké majetkové přiznání, aby prokázal potom ty vaše náklady.“ Podle některých autorů, například Adama Drdy z Revolver Revue, Jiřího X. Doležala z Reflexu, bývalého politika Miroslava Macka nebo serveru MediaGuru tím z pozice ministra financí Janu Klenorovi pohrozil finanční kontrolou. Podle Drdy tím navíc vyhrožoval potenciálním konkurentům svých periodik. Šéfredaktor Balšínek všechna Babišova nařčení odmítl. Babiš se později za svá slova omluvil s tím, že nemá a nikdy neměl v úmyslu prověřovat hospodaření zpravodajského serveru. Dále uvedl, že má problém si zvyknout na to, že jako politik nemůže říkat, co si doopravdy myslí.
Počátkem května 2014 v redakci Echo24 skutečně proběhla kontrola z finančního úřadu. Podle redakce nebyly při kontrole nalezeny žádné nesrovnalosti.